# Kasia Kulesza
Kasia Kulesza, född den 29 augusti 1976, är en kanadensisk konstsimmare.
Hon tog OS-silver i lagtävlingen i konstsim i samband med de olympiska konstsimstävlingarna 1996 i Atlanta.